# Нита Рая
Нита Рая (также Нита Райя, фр. Nita Raya, первоначально Раиса Львовна Гершкович; 15 октября 1915, Кишинёв, Бессарабская губерния — 25 марта 2015, Трегастель, Франция) — французская киноактриса, танцовщица и певица.

## Биография
Родилась в Кишинёве в еврейской семье. Её отец Лев (Лейб, Леон) Гершкович был владельцем ателье мужской одежды на улице Пушкина, № 34; мать — Анна Гершкович. В 1926 году эмигрировала с семьёй во Францию, где её отец работал портным и таксистом. Училась в балетной студии Ольги Преображенской. Как танцовщица дебютировала в кабаре Le bal Tabarin. В 1930-х годах снялась в нескольких драмах и комедийных кинокартинах, в том числе с Фернанделем (Les Rois du sport и «Ignace», оба — 1937). Исполненные ею с Фернанделем в музыкальной комедии «Ignace» песня и танец «La Mexicana» приобрели широкую известность. Также снялась в четырёх картинах Кристиана-Жака.
В 1937 году обручилась с актёром и певцом Морисом Шевалье. В 1938 году Рая и Шевалье выступали в ревю «Lambeth Walk» в Casino de Paris. После захвата Парижа немецкими войсками, Шевалье и Рая со своими родителями бежали на свободный от оккупации юг Франции, где поселились в доме Шевалье в Каннах. Шевалье же снабдил всю семью поддельными документами, скрывающими их еврейское происхождение. В 1946 году Рая и Шевалье расстались. На беллетризованной истории взаимоотношений Шевалье с Нитой Раей и Марлен Дитрих основан мюзикл «Dietrich & Chevalier».
В 1949—1954 годах Нита Рая была замужем за промышленником Жозефом Аксельродом; их сын Патрик Аксельрод (род. 1951) — также крупный промышленник, младший сын — Грегуар Аксельрод.
Будучи автором музыки к эстрадным песням, среди которых «Je M’imagine» и «Toujours Aimer» (обе — 1961) в исполнении Эдит Пиаф, Нита Рая также сама выступала на эстраде (в её исполнении среди прочих стали известны популярные песни «La cane du Canada» и «Matéo»), гастролировала в программах с Морисом Шевалье. С конца 1940-х до 1955 года была ведущей танцовщицей в парижской труппе Folies Bergere. В последний раз снялась в кино в 1954 году, но продолжала выступать в танцевальных программах и сочинять эстрадные песни под эгидой SACEM до 1966 года.

## Фильмография
- 1954 — La rafle est pour ce soir — Anais
- 1940 — Bécassine — Arlette, режиссёр — Марсель Л’Эрбье[10]
- 1939 — Entente cordiale — звезда мюзик-холла
- 1937 — Les rois du sport — Lili
- 1937 — Ignace — Loulette
- 1937 — Chipée, режиссёр Роже Гупильер[фр.]
- 1936 — Au son des guitares
- 1936 — Oeil de lynx, détective, оператор — Борис Кауфман
- 1935 — Sous la griffe — Gaby, режиссёр — Кристиан-Жак
- 1935 — Et moi, j’te dis qu’elle t’a fait de l’oeil
- 1935 — La sonnette d’alarme, режиссёр — Кристиан-Жак
- 1935 — Le roi des gangsters
- 1935 — Lucrezia Borgia (Lucrèce Borgia), режиссёр — Абель Ганс
- 1954 — Sacré Léonce — Elise, режиссёр — Кристиан-Жак
- 1934 — L'école des contribuables
- 1934 — Le père Lampion — Ginette, режиссёр — Кристиан-Жак
- 1933 — Primerose
- 1931 — Olive se marie